# Gurla Mandhata
El Gurla Mandhata, también conocido como Naimona'nyi o Memo Nani (en chino, 納木那尼峰) es el pico más alto de la Nalakankar Himal, una subcordillera del Himalaya. Se encuentra en el Condado de Burang, en la prefectura de Ngari, en la Región Autónoma del Tíbet, en China, cerca del extremo noroccidental de Nepal. Se trata del 34.º pico más alto del mundo, teniendo en cuenta un corte prominente de unos 500 metros. Se encuentra dentro de la meseta tibetana -cuando la mayor parte de los picos con una altura similar, excepto el Shisha Pangma, el 14.º pico más alto del mundo, se encuentran cerca o fuera de los márgenes de la meseta- y relativamente alejado de otros picos de más de 7.500 m s. n. m. Está situado aproximadamente al otro lado del lago Manasarovar desde el monte sagrado del Kailāsh. Se dice que su nombre tibetano, Naimona'nyi, proviene de naimo = hierba medicinal, na = negro y nyi = losas apiladas, resultando, "la montaña de losas apiladas de hierbas medicinales negras".

## Historia de las ascensiones
En 1905, Tom George Longstaff, acompañado de dos guías y seis porteadores, intentó ascender el Gurla Mandhata por el suroeste. Tuvieron que regresar cuando se encontraban a unos 7.000 m s. n. m. después de haber sufrido una avalancha y haber encontrado otras dificultades. Fue un importante logro para aquel tiempo, especialmente por el tamaño reducido del grupo; en aquel tiempo nadie había alcanzado los 7.000 metros en todo el mundo, lo que supuso un récord en aquel entonces. En 1936 hubo otro intento de ascensión fallido, por parte del aventurero austriaco Herbert Tichy, que tuvo que abandonar a 7200 m s. n. m.
La primera ascensión con éxito la logró un equipo chino-japonés liderado por Katsutoshi Hirabayashi, siguiendo la ruta norte, en mayo de 1985. Desde entonces, han logrado ascender con éxito seis expediciones, mientras que otras dos no alcanzaron el pico.
En 1997, una expedición formada por Quinn Simons, Soren Peters y su guía, Charlie Fowler, intentaron subir por la vía de la cara norte, por la que nunca nadie había logrado ascender con éxito. Tras varias tormentas y otras dificultades, el grupo tuvo que dar marcha atrás. Su descenso terminó en una caída de unos 450 metros en la cara norte. Fowler resultó ligeramente herido, mientras que Simons y Peters sufrieron graves congelaciones en sus extremidades.
La ruta de ascensión estándar sube por el lado oeste de la montaña, ascendiendo por el glaciar Chaglung'mlungha hasta la meseta de su cumbre. La mayoría de las expediciones eligen llegar a la montaña con jeeps, ya sea desde Lhasa, en el Tíbet, o desde Katmandú, en Nepal. Sin embargo, hay una ruta alternativa para llegar a la montaña que empieza en la aldea de Simikot, en el oeste del Nepal, en el distrito de Humla, y se dirige hacia el norte siguiendo el curso del río Karnali, entrando en el Tíbet, China, por la localidad de Sher. En ese punto, los jeeps ascienden en dirección norte por Burang, hasta el campamento base.